# 304788 Cresques
304788 Cresques è un asteroide della fascia principale. Scoperto nel 2007, presenta un'orbita caratterizzata da un semiasse maggiore pari a 2,3967351 UA e da un'eccentricità di 0,2257971, inclinata di 11,43309° rispetto all'eclittica.